# Batalla de Nassau (1720)
La batalla de Nassau (7 de marzo de 1720), también conocida como la batalla de Nueva Providencia fue una victoria de la milicia británica al mando del Gobernador de las Bahamas, Woodes Rogers, sobre una fuerza invasora española al mando de los corsarios Francisco Cornejo y José Cordero, en las cercanías de esta localidad bahameña. 
Fuerzas reclutadas en Cuba formadas por 3 fragatas, 9 bergantines y un total de 1.200 hombres. El plan original era tomar al asalto Nasáu en una operación anfibia, pero la presencia de dos navíos de guerra británicos -la Delicia, el barco de Rodgers, y la fragata HMS Flamborough, de 24 cañones- llevó a cambiar los planes. Los españoles desembarcaron más al este, en tres columnas al mando de Fernando Castro, Francisco de León y Julián Barroso, obteniendo un cuantioso botín y 100 esclavos antes de ser expulsados por la milicia local. Pese a ello, los españoles siguieron realizando incursiones y amenazando la isla hasta que la firma del Tratado de La Haya, fue comunicada a las posesiones españolas en América.
- Datos: Q4871872